# Associação de Voleibol Amador de Anguila
A Associação de Voleibol Amador de Anguila (em inglês: Anguilla Amateur Volleyball Association, AAVA) é  uma organização fundada em 1991 que governa a pratica de voleibol em Anguila, sendo membro da Federação Internacional de Voleibol e da Confederação da América do Norte, Central e Caribe de Voleibol, a entidade é responsável por  organizar  os campeonatos nacionais de  voleibol masculino e feminino no país.